# Església parroquial de la Mare de Déu dels Dolors (Dolores)
L'església parroquial de la Mare de Déu dels Dolors és un edifici històric de la localitat de Dolores (Baix Segura, País Valencià). És un temple d'estil neoclàssic del segle xviii. Té categoria de Bé de Rellevància Local amb el codi 03.34.064-001.
El poble de Dolores sorgeix de les colonitzacions impulsades pel cardenal Belluga a principis del segle xviii en la comarca del Baix Segura, amb l'aprofitament de la dessecació de les terres pantanoses de la zona. Es va projectar un assentament en sis carrers i tres places, en la principal de les quals s'alçarà aquesta parròquia. Es va construir a meitat de la centúria, com marca la data de 1742, que s'aprecia inscrita en el mateix edifici.
L'església de la Mare de Déu dels Dolors està construïda en planta rectangular sobreelevada amb terra colindant. L'interior té forma de creu llatina, amb quatre trams en els peus amb volta de canó. En el primer d'ells hi ha el cor, on s'hi troba una reproducció policromada de l'escut del cardenal Belluga. Les capelles, de planta quadrada, tenen obertures als costats contigus. Mentre, el creuer és també de planta quadrada, a sobre hi té una cúpula circular sobreelevada pel tambor, amb finestres d'il·luminació als costats. A continuació hi ha el presbiteri, de gran profunditat, flanquejat per la capella de la comunio i la sagristia, formant, al remat, un rectangle. El paviment és de marbre a dos colors en trama d'escaquer.
Al tractar-se d'una construcció de trànsit entre el tardobarroc i el primer neoclassicisme, hi ha altars de les dues tendències, tot predominant les més modernes. En la capella major hi ha un retaule monumental dels anys 1940.
Quant a l'exterior, la façana té un aspecte asímetric, accentuat per un únic campanar. Hi ha dos pòrtics, neoclàssiques, que emmarquen l'accés principal i lateral.